# 涅斯托尔·赫尔吉阿尼
涅斯托尔·赫尔吉阿尼（1975年7月20日—），格鲁吉亚男子柔道运动员。他曾代表格鲁吉亚参加2000年、2004年和2008年夏季奥林匹克运动会柔道比赛，其中2004年奥运会获得一枚银牌。